# Pacaritambo
Pacaritambo ("luogo della nascita") è la grotta da cui emersero i fratelli Ayar, personaggi della mitologia inca legati ai miti della creazione.

## Descrizione
Questo luogo si trovava sulla collina di Tambotoco, ed aveva tre finestre. Secondo la leggenda, il gruppo dei Maras Sutic emerse da una di queste aperture, prendendo il nome di Maras Toco ("senza genitori ") a causa della generazione spontanea. Secondo un'altra teoria sostenuta da alcuni gruppi del misticismo sudamericano, Pacaritambo sarebbe un luogo semi-mitico sommerso dalle alluvioni del lago Titicaca. Non esistono prove, archeologiche o di altro tipo, che suffraghino questa teoria, la qual si basa soprattutto sui racconti tramandati dai Chasa, altra tribù che molti credono non essere in realtà esistita. Secondo questi storici il termine deriverebbe dalla parola chasa Pàchacambo (che significa "luogo di nascita degli dei Chaca").